# Nijlroezet
De nijlroezet of nijlrousette (Rousettus aegyptiacus) is een vleermuissoort uit de familie der vleerhonden (Pteropodidae) en het geslacht Rousettus. De nijlroezet heeft een groot, maar verbrokkeld verspreidingsgebied over Afrika en het oosten van het Middellandse Zeegebied.

## Beschrijving
Het is een vleerhond met een donkerbruine tot leigrijze vacht. De buik is rookgrijs tot geel van kleur, en de vleugels zwart. Sommige dieren, vooral mannetjes, hebben een beige of gele kraag. De vacht loopt tot over de onderarmen door. De oren zijn rondvormig en de snuit is stomp. Hij wordt 13,8 tot 16,8 centimeter lang en 135 tot 175 gram zwaar. Hij heeft een voorarmlengte van 89 tot 100 millimeter en een spanwijdte van ongeveer 60 centimeter. Het staartje is 16 tot 24,5 millimeter lang. Mannetjes zijn groter dan vrouwtjes.

## Verspreiding
Het is een zeer algemene soort met een groot, doch versnipperd, verspreidingsgebied, in Afrika ten zuiden van de Sahara en langs de loop van de Nijl, het zuiden van Arabië, het oostelijke Middellandse Zeegebied, van Egypte tot Turkije, en in Iran en Pakistan. Hij komt ook voor op Cyprus, waarmee het de enige in Europa voorkomende vleerhond is.

## Leefgebied en gewoonten
De nijlroezet verblijft overdag in grotten, waar kolonies van duizenden dieren kunnen leven. De temperatuur is hier constant en er zijn weinig roofdieren. Door dicht op elkaar te zitten, houden de dieren elkaar warm. Als aanpassing aan het leven in grotten maakt de nijlroezet gebruik van echolocatie, de enige vleerhonden die dit doen. Na zonsondergang vliegen ze uit naar savannes, plantages, halfwoestijnen, bosranden, tuinen en andere biotopen om op zoek te gaan naar sappige, vaak onrijpe vruchten (vijg, sinaasappel, banaan, dadel), en bloemen, nectar en stuifmeel. Ze eten soms ook bladeren en knoppen.

## Voortplanting
Het vrouwtje krijgt een jong na een draagtijd van 15 weken. Tweelingen zijn zeldzaam. Het jong houdt zich vast aan de buik van zijn moeder en wordt tijdens het vliegen meegedragen. Na negen dagen gaan de ogen open. Na ongeveer drie maanden is het zelfstandig.

## Ecologisch belangrijk maar mogelijk ziekteverwekker
Vleerhonden zijn belangrijk omdat zij net als insecten stuifmeel transporteren en bijdragen aan de bevruchting van fruitbomen. Verder verspreiden ze zaden. De Afrikaanse baobab is op deze wijze geheel afhankelijk van vleerhonden. Zij eten echter ook aan fruit dat bestemd is voor menselijke consumptie. In 2007 bleek uit onderzoek dat de nijlroezet, zonder daar zelf last van te hebben, besmet kan zijn met het gevaarlijke marburgvirus dat verwant is aan het nog gevaarlijker ebolavirus.

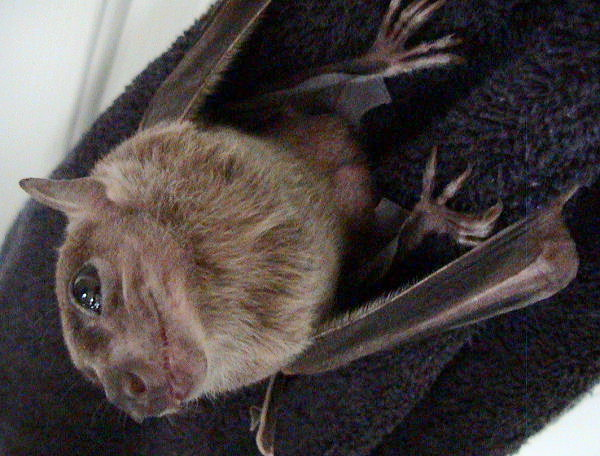
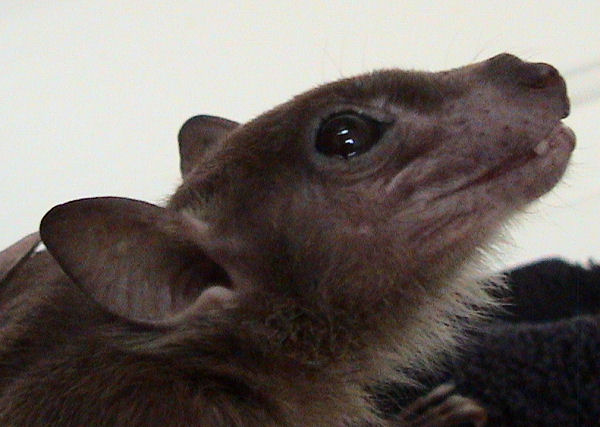
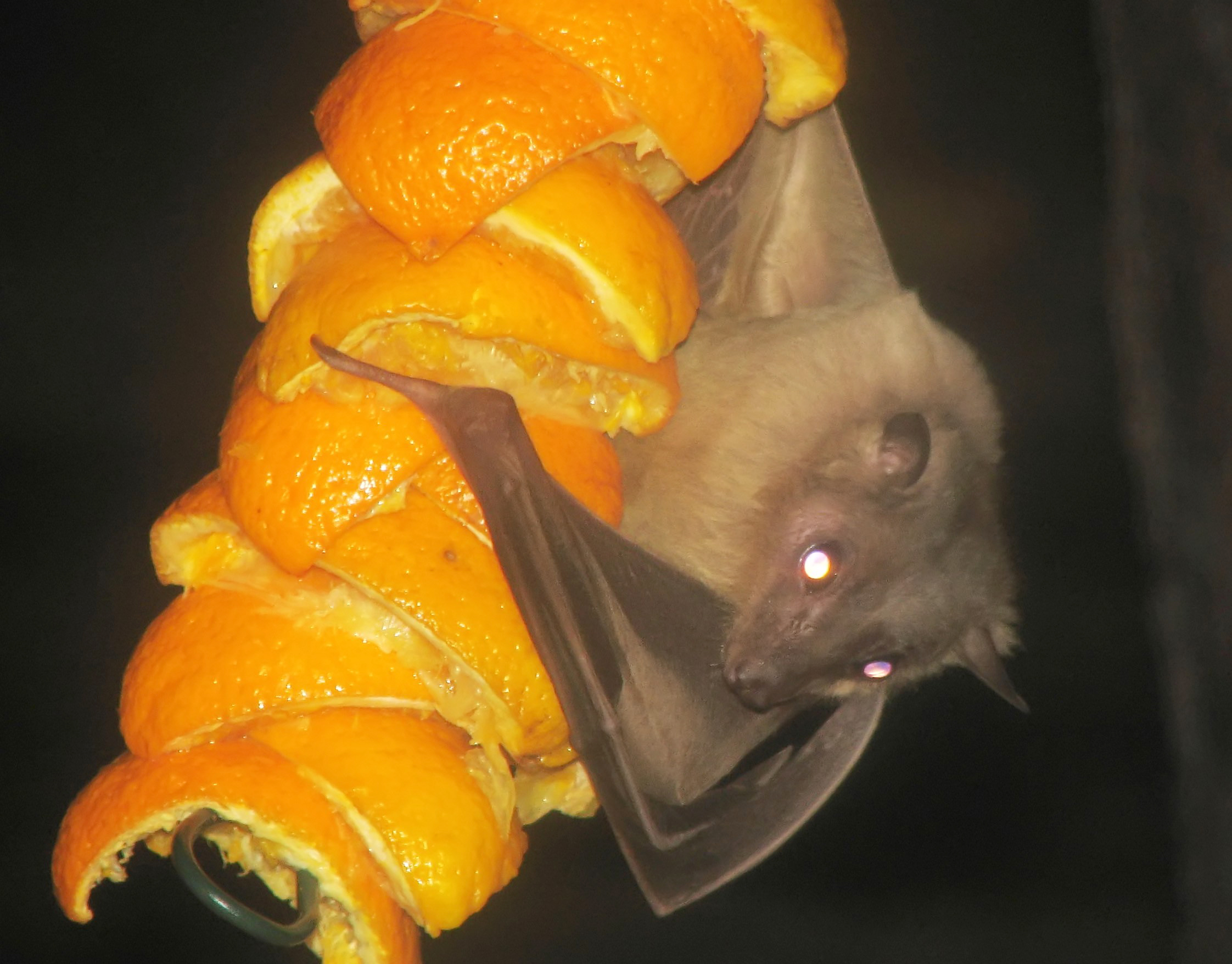
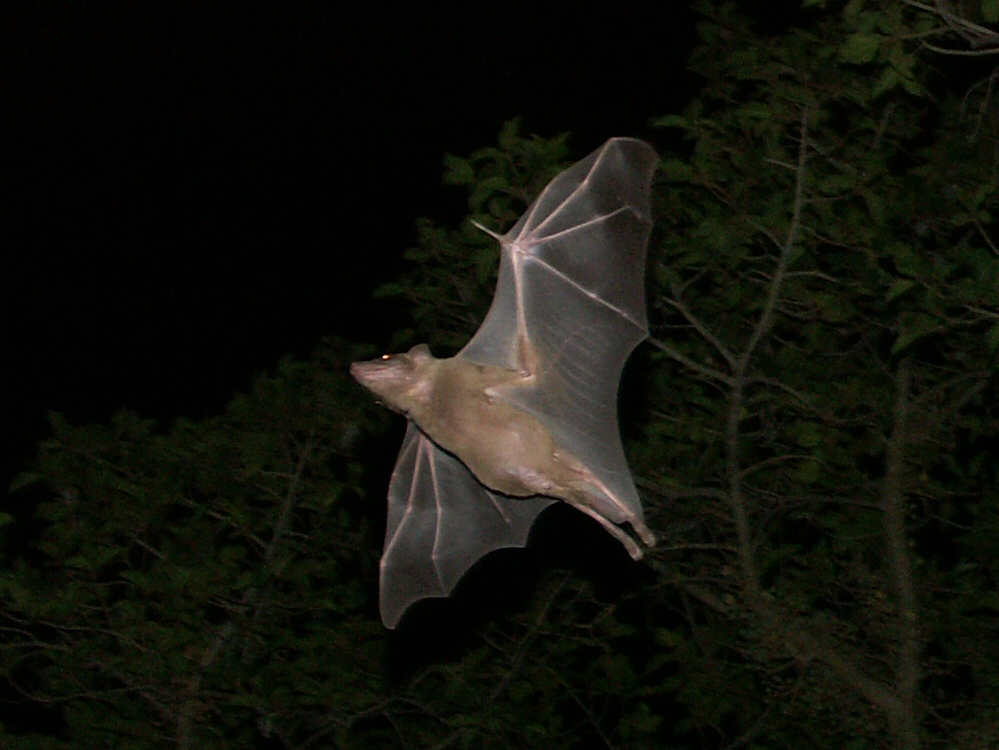